# Prellenkirchen
Prellenkirchen osztrák mezőváros Alsó-Ausztria Bruck an der Leitha-i járásában. 2022 januárjában 1658 lakosa volt. 

## Elhelyezkedése

Prellenkirchen a Bruck an der Leitha-i járásban

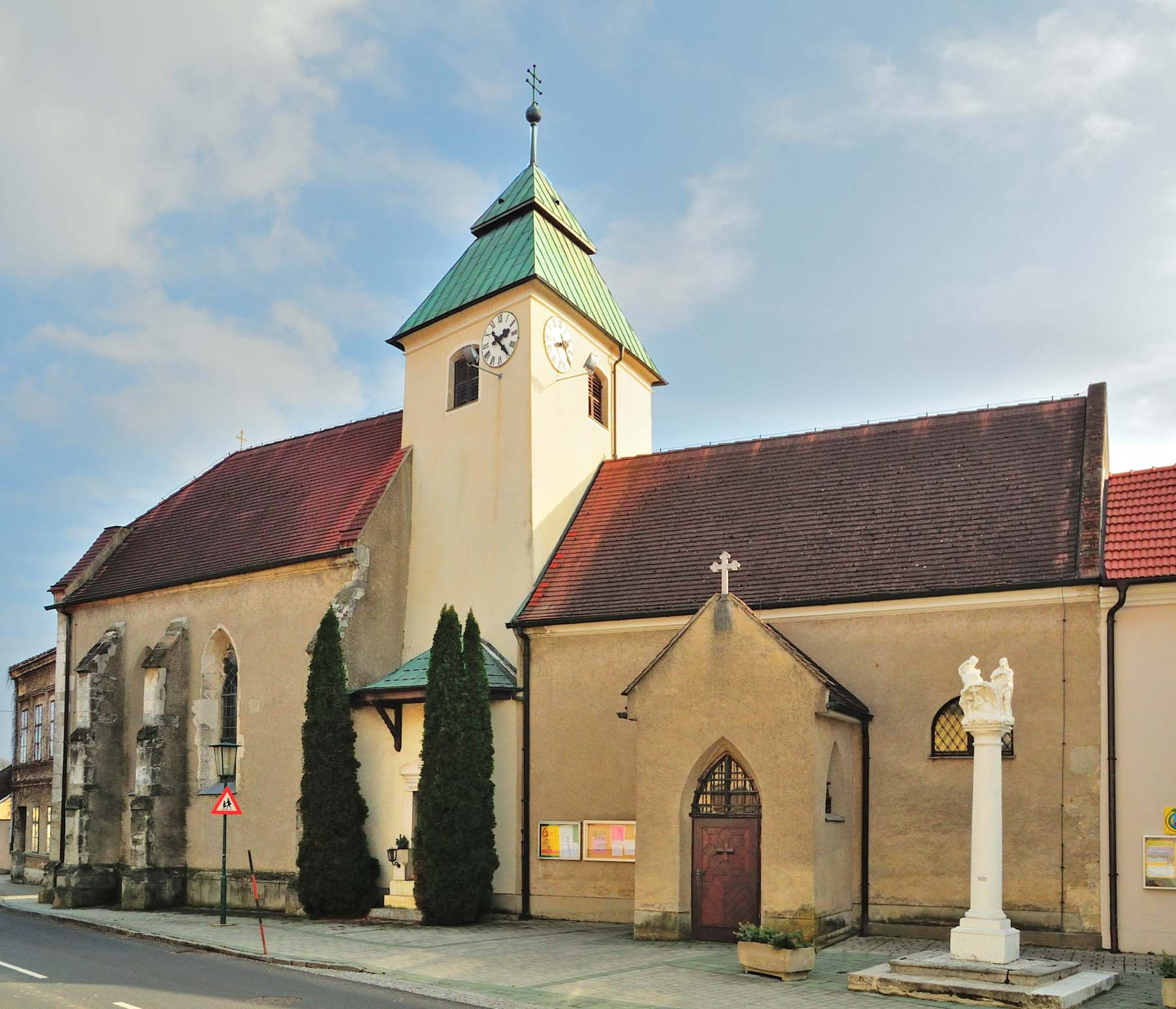
A Szentháromság-plébániatemplom

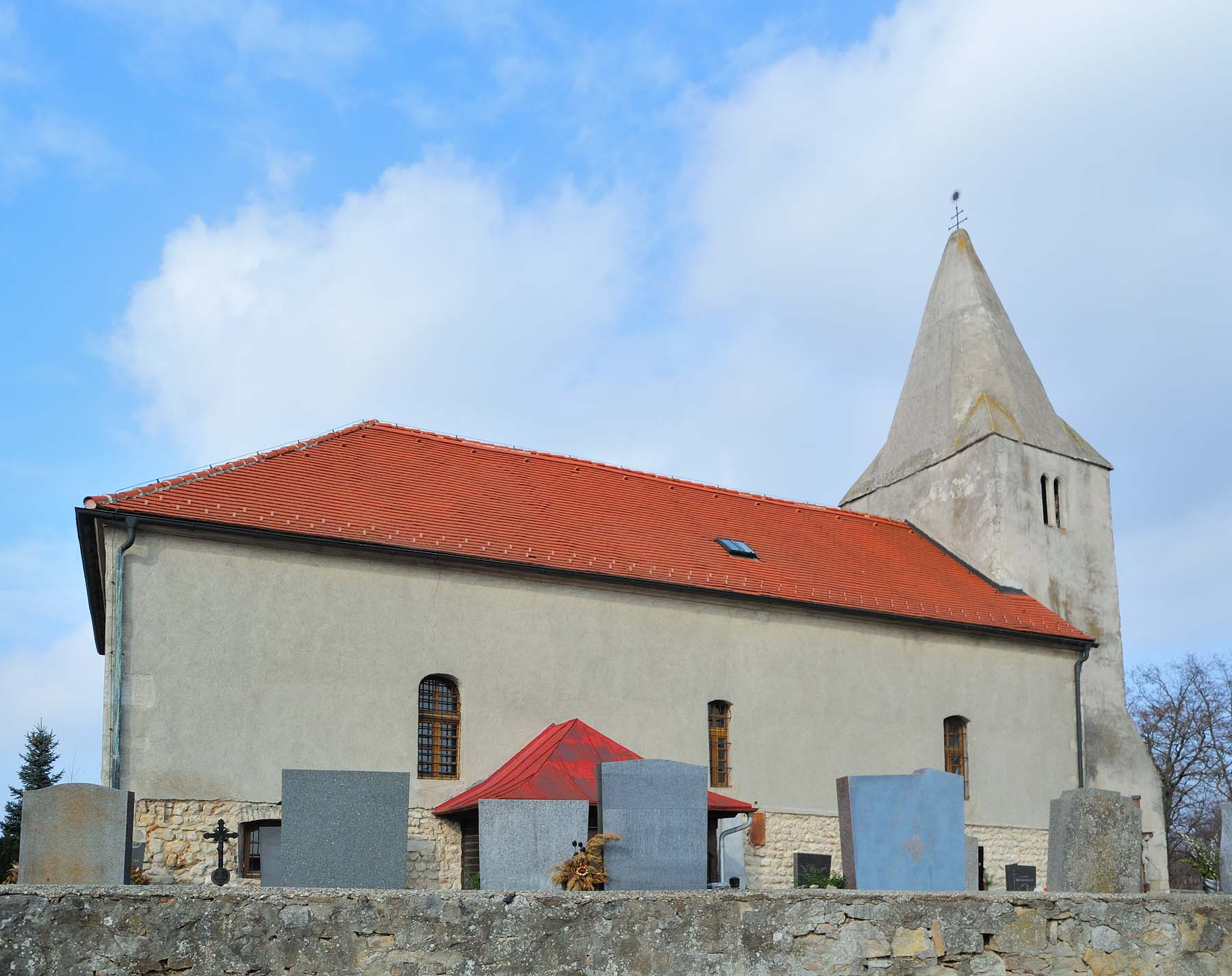
A Szt. Bertalan-templom

Prellenkirchen a tartomány Industrieviertel régiójában fekszik, a Bécsi-medencében, a Duna és a Lajta közötti síkon. Délnyugati határát a Lajta alkotja. Területének 5,7%-a erdő, 82,8% áll mezőgazdasági művelés alatt. Az önkormányzat 3 települést egyesít: Deutsch-Haslau (361 lakos 2022-ben), Prellenkirchen (1092) és Schönabrunn (205).
A környező önkormányzatok: nyugatra Rohrau, északnyugatra Bad Deutsch-Altenburg, északra Hundsheim, északkeletre Nemesvölgy és Köpcsény, keletre Lajtakörtvélyes, délkeletre Lajtakáta, délnyugatra Pándorfalu és Lajtafalu (utóbbi hat Burgenlandban).

## Története
Az ókorban a mezőváros területe Pannonia római provinciához tartozott. Itt haladt át a közeli Carnuntumból Ad Flexumba (Mosonmagyaróvár) vezető út. 
A mai települést 900 körül alapította a szláv Prebila (vagy Briwala), róla kapta a nevét is (eredetileg Prebilenkirchen). A 11. században német telepeseket hoztak és megépítették Prellenkirchen várát is. Deutsch-Haslaut 1074-ben említik először. A falu a 12. századtól a 15. század végéig a Kranichberg családé volt. Bécs első, 1529-es török ostromakor Prellenkirchent felégették, két kisebb falut, Steinabrunnt és Prellenthalt teljesen elpusztítottak; azok nem épültek újjá. Prellenkirchent a török elől menekülő horvátokkal telepítették be. 1605-ben Bocskai István hajdúi, 1620-ban Bethlen Gábor csapatai fosztották ki a települést. Bécs második, 1683-as ostromakor a törökök ismét teljesen elpusztították Prellenkirchent, lakosságát megölték vagy elhurcolták. A 18. század első éveiben a kurucok fosztogattak, 1809-ben Napóleon katonái szállták meg a falut. 
Az első világháború után, 1921/22-ben a magyar Rongyos gárda hajtott végre akciókat a község területén. A második világháború végén, 1945 áprilisában a szovjet hadsereg szállta meg Prallenkirchent. 
Prellenkirchen, Deutsch-Haslau és Schönabrunn községek 1972-ben egyesültek, önkormányzatuk 1982-ben kapta meg a mezővárosi státuszt. 

## Lakosság
A prellenkircheni önkormányzat területén 2022 januárjában 1658 fő élt. A lakosságszám 1971 óta enyhén gyarapodó tendenciát mutat. 2020-ban az ittlakók 82,7%-a volt osztrák állampolgár; a külföldiek közül 2,8 a régi (2004 előtti), 13,5% az új EU-tagállamokból érkezett. 0,7% az egykori Jugoszlávia (Szlovénia és Horvátország nélkül) vagy Törökország, 0,3% egyéb országok polgára volt. 2001-ben a lakosok 86,1%-a római katolikusnak, 3,3% evangélikusnak, 1,2% mohamedánnak, 8,3% pedig felekezeten kívülinek vallotta magát. Ugyanekkor a legnagyobb nemzetiségi csoportot a németek (97,2%) mellett a magyarok alkották 0,9%-kal (12 fő).
A népesség változása:

| 2016 | 1 539 |
| 2018 | 1 577 |

## Látnivalók
- a prallenkircheni Szentlélek-plébániatemplom
- Deutsch-Haslau Szentháromság-plébániatemploma
- a schönabrunni Szt. Bertalan-templom

## Fordítás
- Ez a szócikk részben vagy egészben  a   Prellenkirchen című német Wikipédia-szócikk ezen változatának fordításán alapul.  Az eredeti cikk szerkesztőit annak laptörténete sorolja fel. Ez a jelzés csupán a megfogalmazás eredetét és a szerzői jogokat jelzi, nem szolgál a cikkben szereplő információk forrásmegjelöléseként.